# 京都市役所前駅
京都市役所前駅（きょうとしやくしょまええき）は、京都府京都市中京区下丸屋町にある、京都市営地下鉄東西線の駅である。駅番号はT12。
河原町御池交差点の直下に位置しており、六地蔵駅まで路線が延伸された前後より駅名標に「河原町御池」と付記された。

## 歴史
開業前の段階では「市役所前駅」となる予定であった。

### 年表
- 1997年（平成9年）10月12日：京都市営地下鉄東西線の醍醐駅 - 二条駅間の開通と同時に[5]、駅開業[1][3][6]。これと同時に、駅と一体的に建設された地下街「ゼスト御池」と公営の大規模な地下駐車場も開業した。
- 2007年（平成19年）4月1日：ICカード「PiTaPa」の利用が可能となる[6][7]。

## 駅構造
島式ホーム1面2線を有する地下駅である。改札口は1か所のみ設けられており、ゼスト御池の東端部に接している。
トイレは改札外にある。
東西線の駅ごとに設定されているステーションカラーは■韓紅花（からくれない）。

### のりば
| のりば | 路線   | 方向 | 行先                                               |
| ------ | ------ | ---- | -------------------------------------------------- |
| 1      | 東西線 | 下り | 烏丸御池・太秦天神川方面                           |
| 2      | 東西線 | 上り | 御陵・山科・六地蔵／びわ湖浜大津方面（京阪京津線） |

付記事項
- 京阪電気鉄道（京阪）京津線からの列車の一部が当駅で折り返しとなり[1][5][9][10]、西方にある引き上げ線[8]を使用する。なお、御陵駅とは異なり当駅始発列車であっても発車時の自動放送は行われていない。
- 京津線への乗り入れについては、2008年に二条駅から太秦天神川駅まで延伸する前は全列車が当駅で折り返していたが、当駅から一駅先にある烏丸御池駅で烏丸線に乗り換える乗客からの不満の声もあった[11][12]。なお、2018年3月17日の改正で、京津線からの乗り入れは朝時間帯を除いて太秦天神川駅発着に統一された[13][14]。

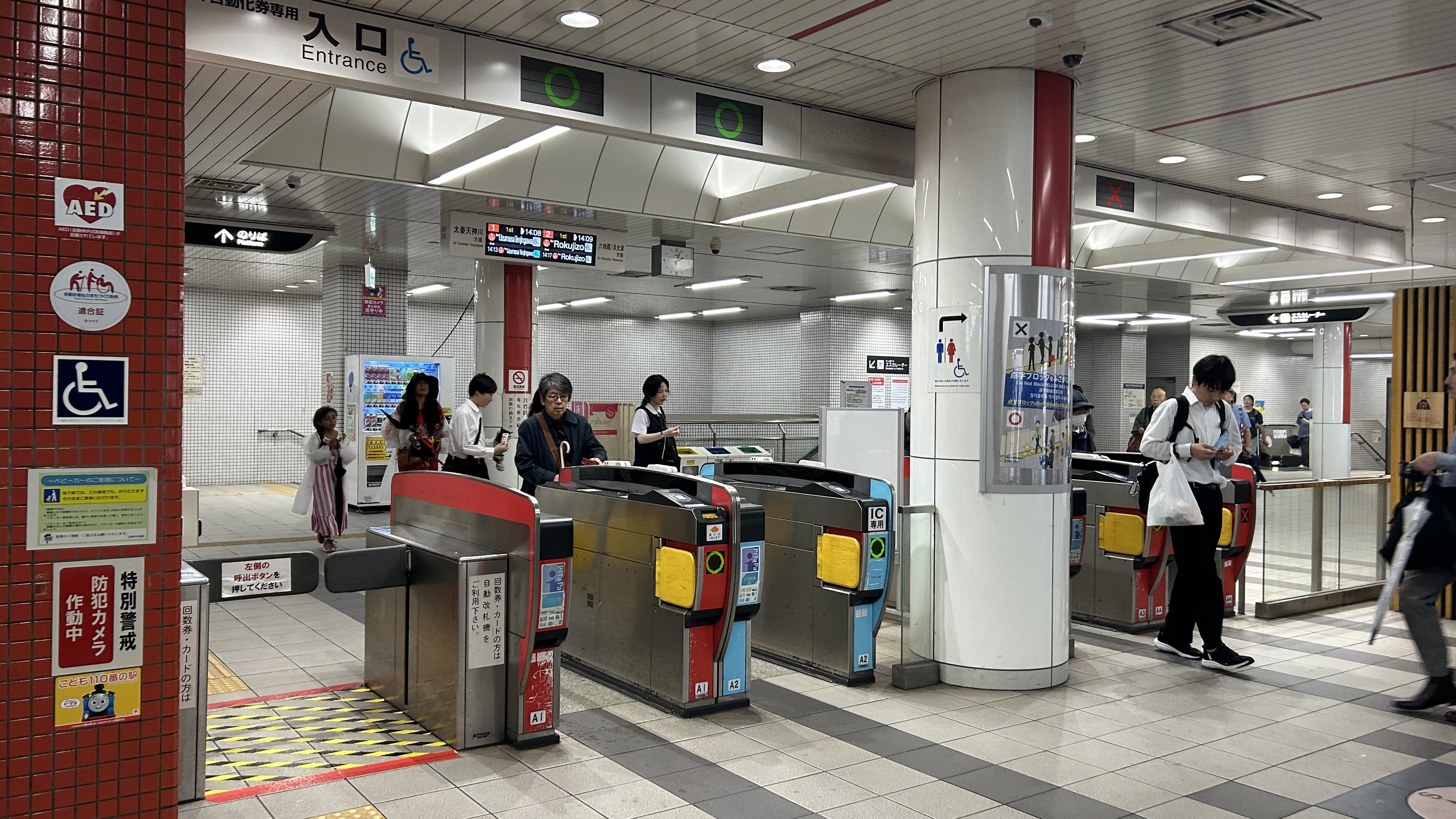
改札口
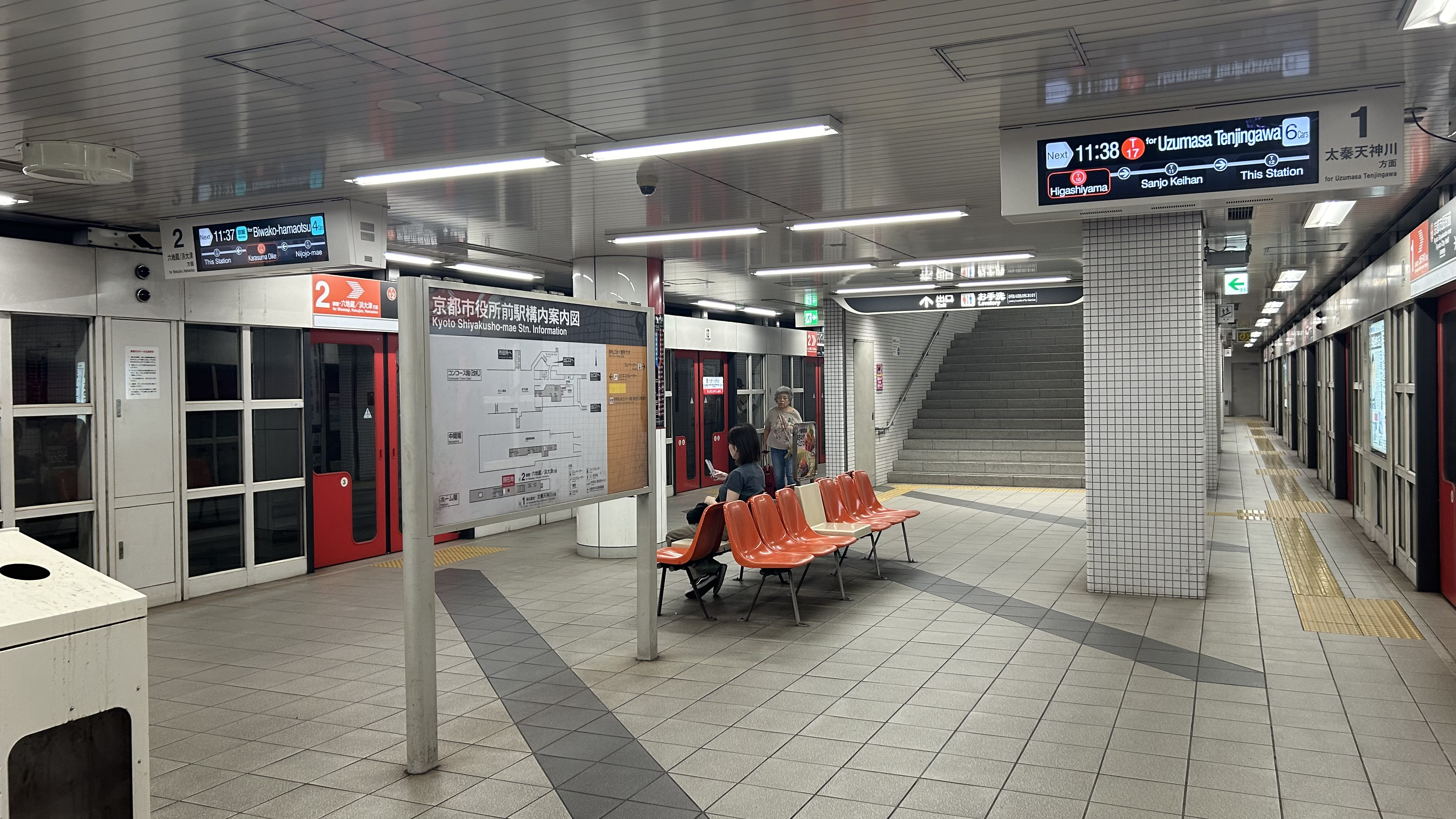
ホーム
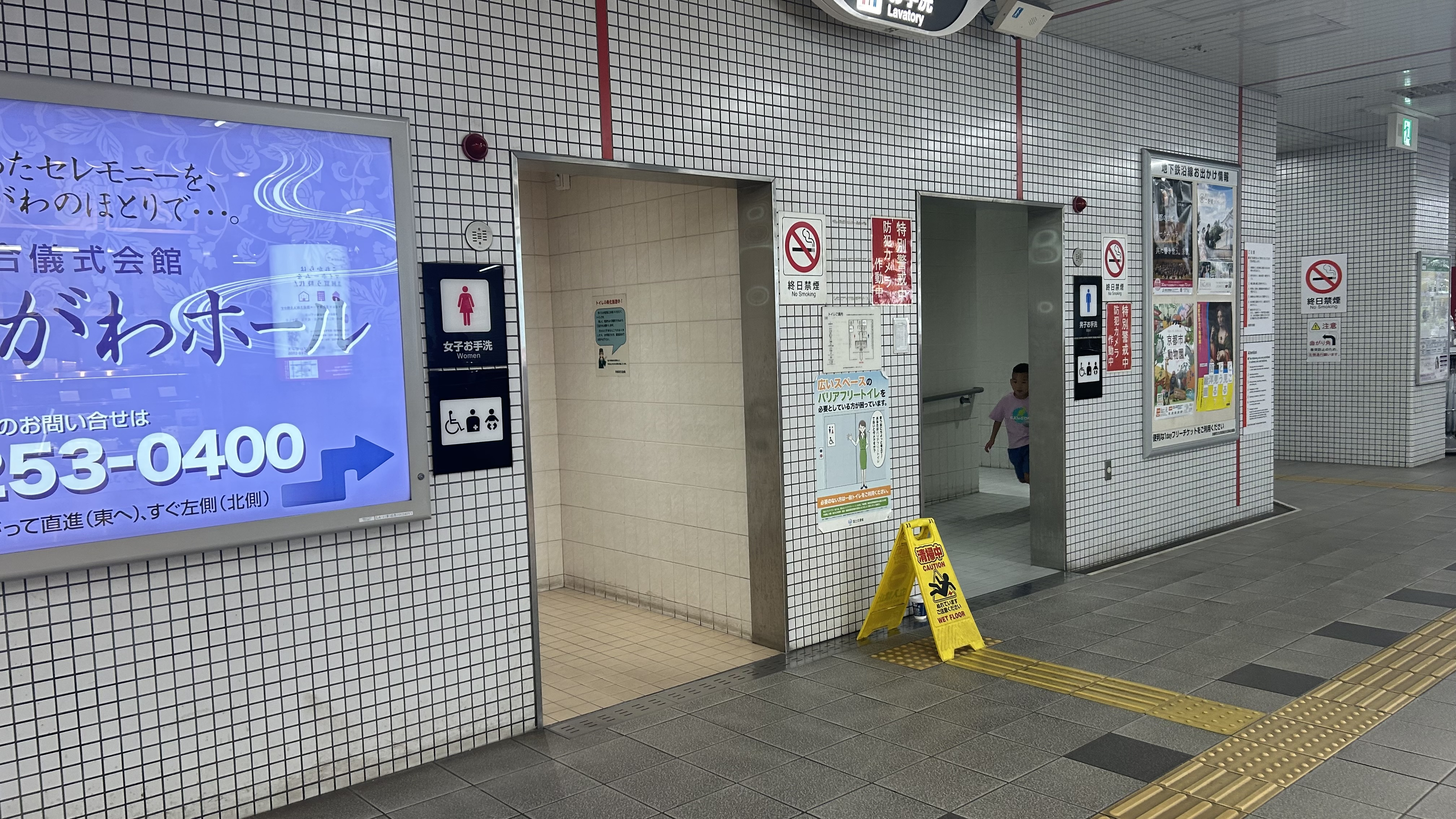
トイレ
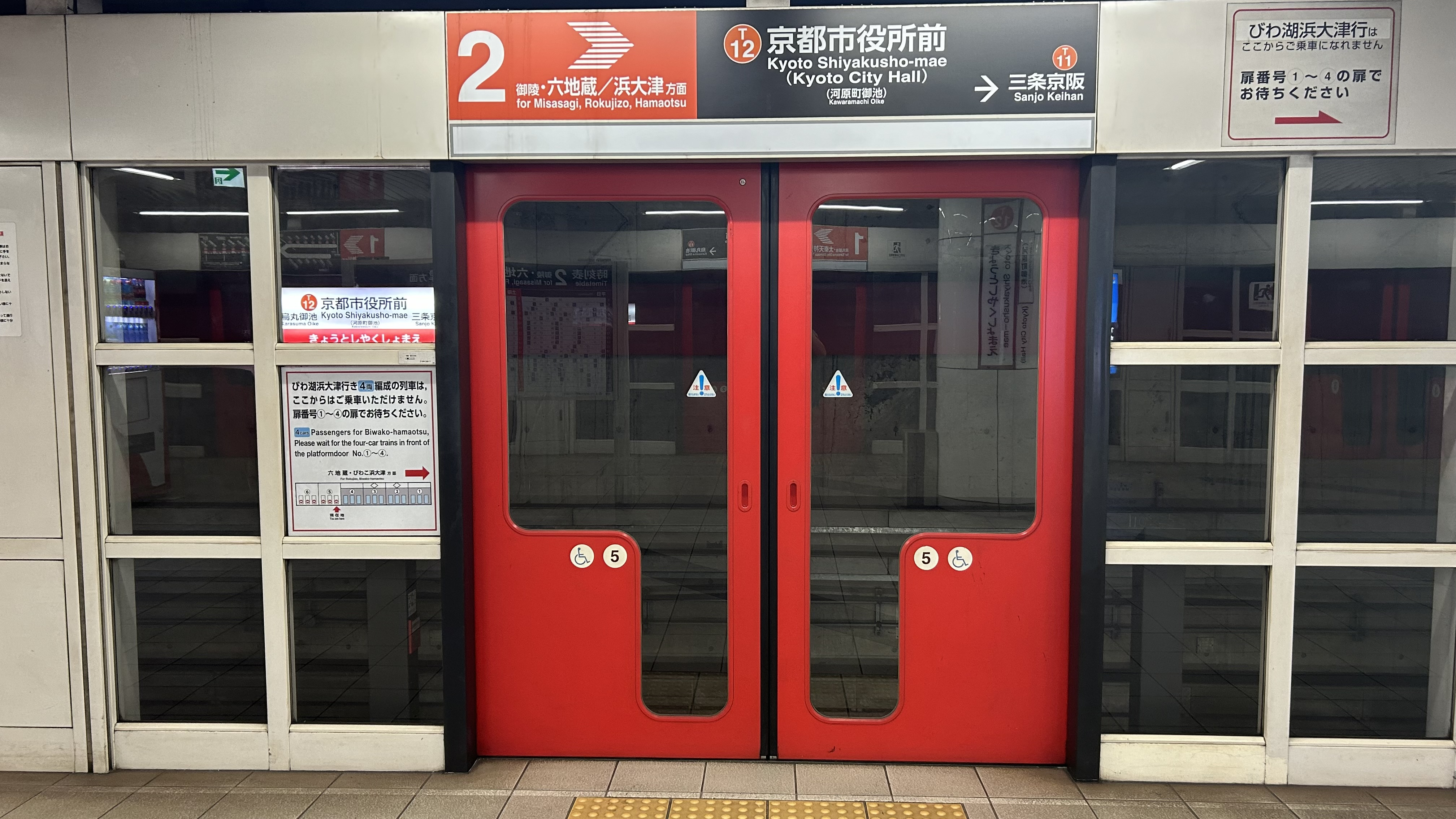
ホームドアと駅名標

### 出口
地下鉄管轄は3か所（連絡口含め4か所）だが、ゼスト御池内にも出入口がある。
| 出口番号 | 出口周辺                             | 接続改札 | 備考             |
| -------- | ------------------------------------ | -------- | ---------------- |
| 1        | -                                    | 改札口   |                  |
| 2        | 中京年金事務所・木屋町二条交番       | 改札口   |                  |
| 3        | 京都ホテルオークラ・日本銀行京都支店 | 改札口   | エレベーターあり |
| 連       | ゼスト御池                           | 改札口   |                  |

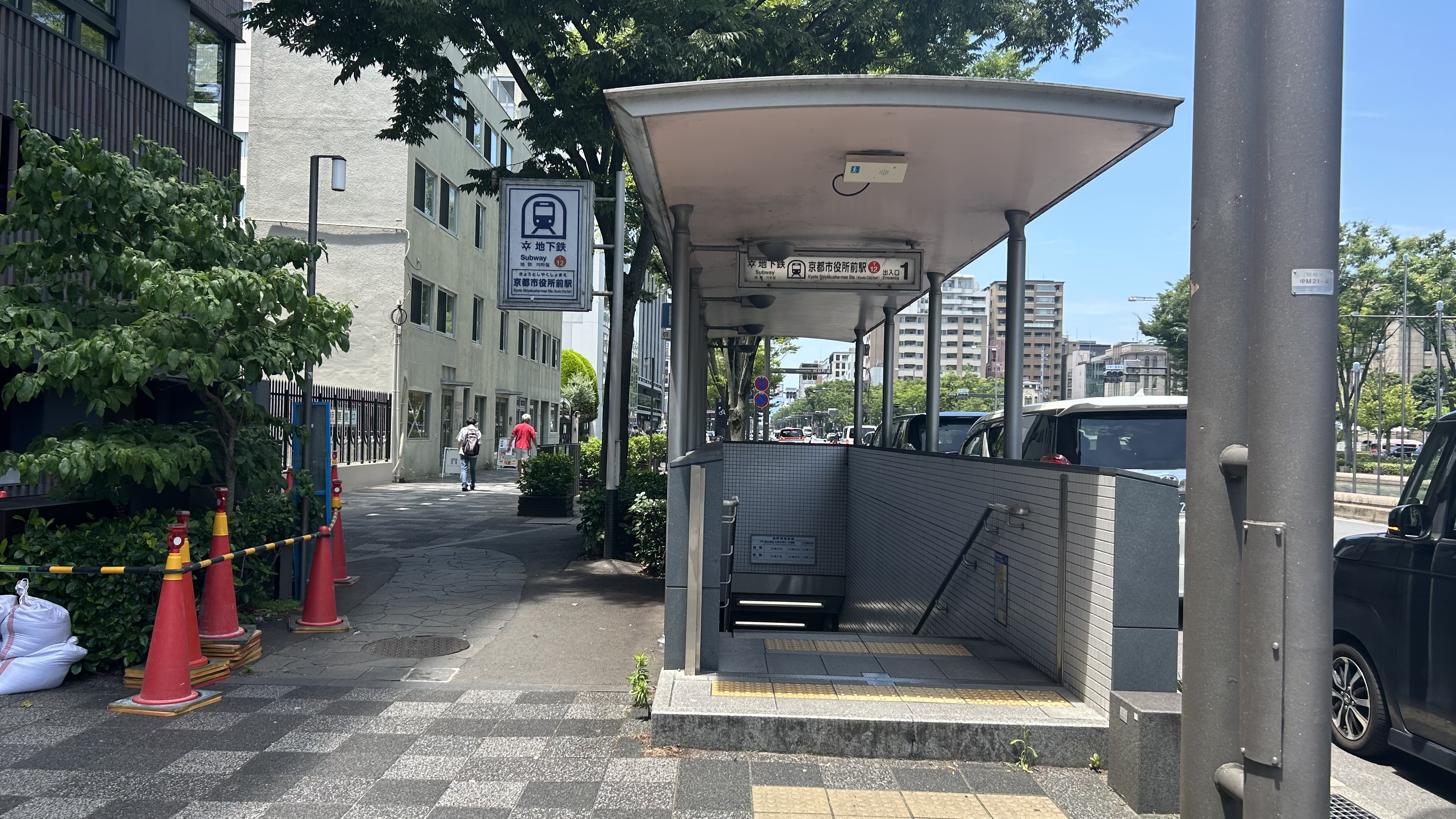
1番出入口
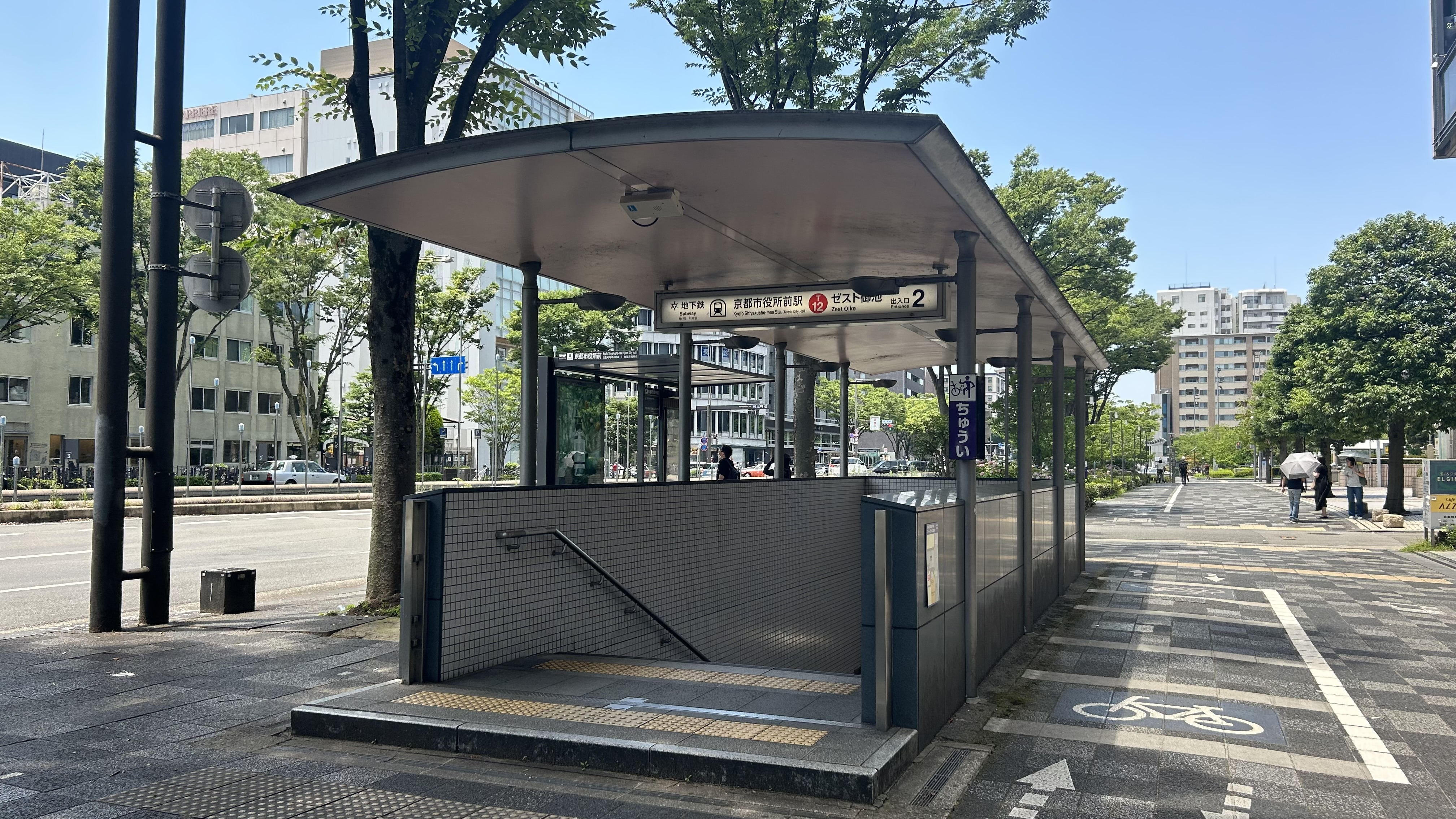
2番出入口
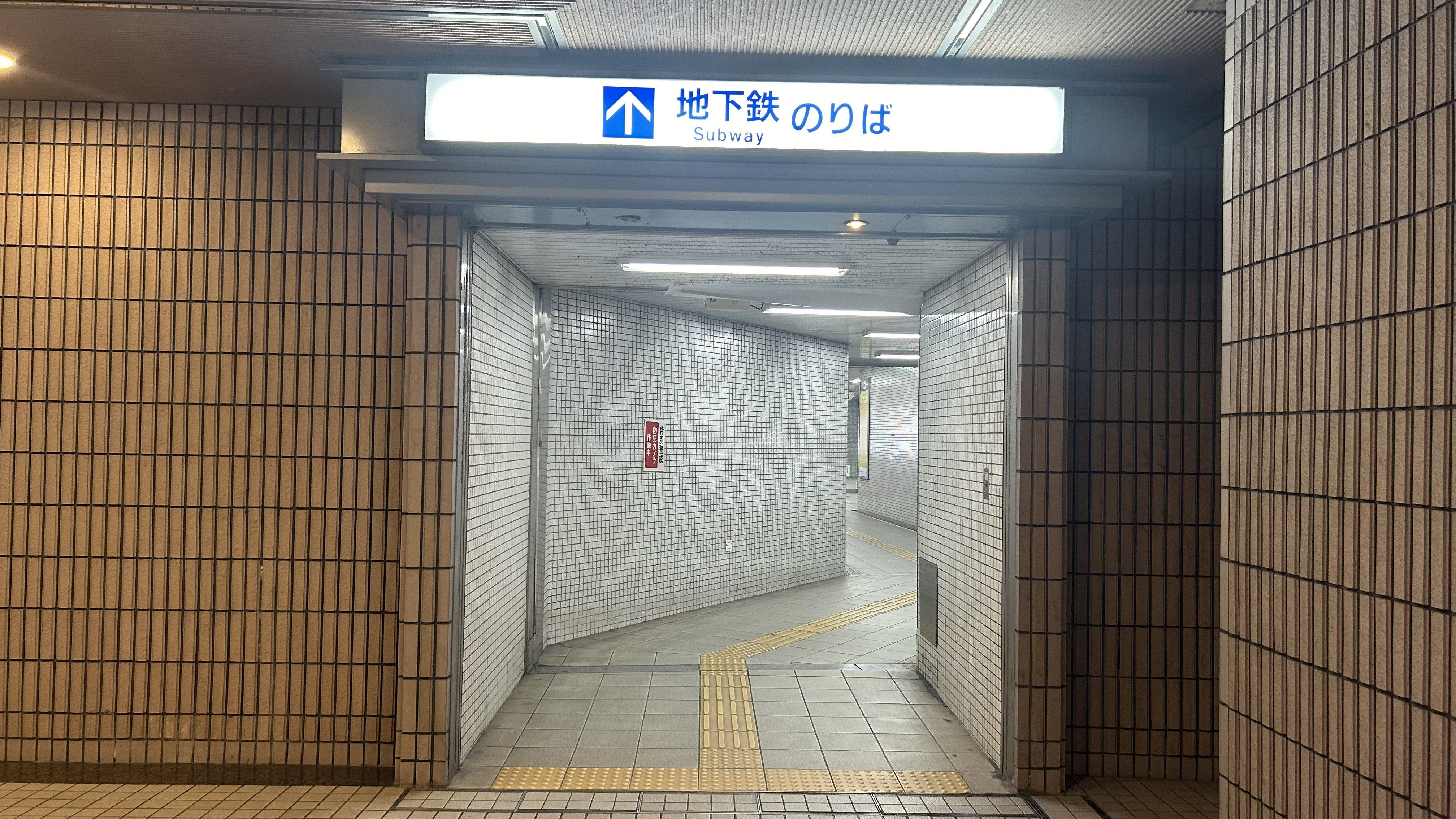
3番出入口
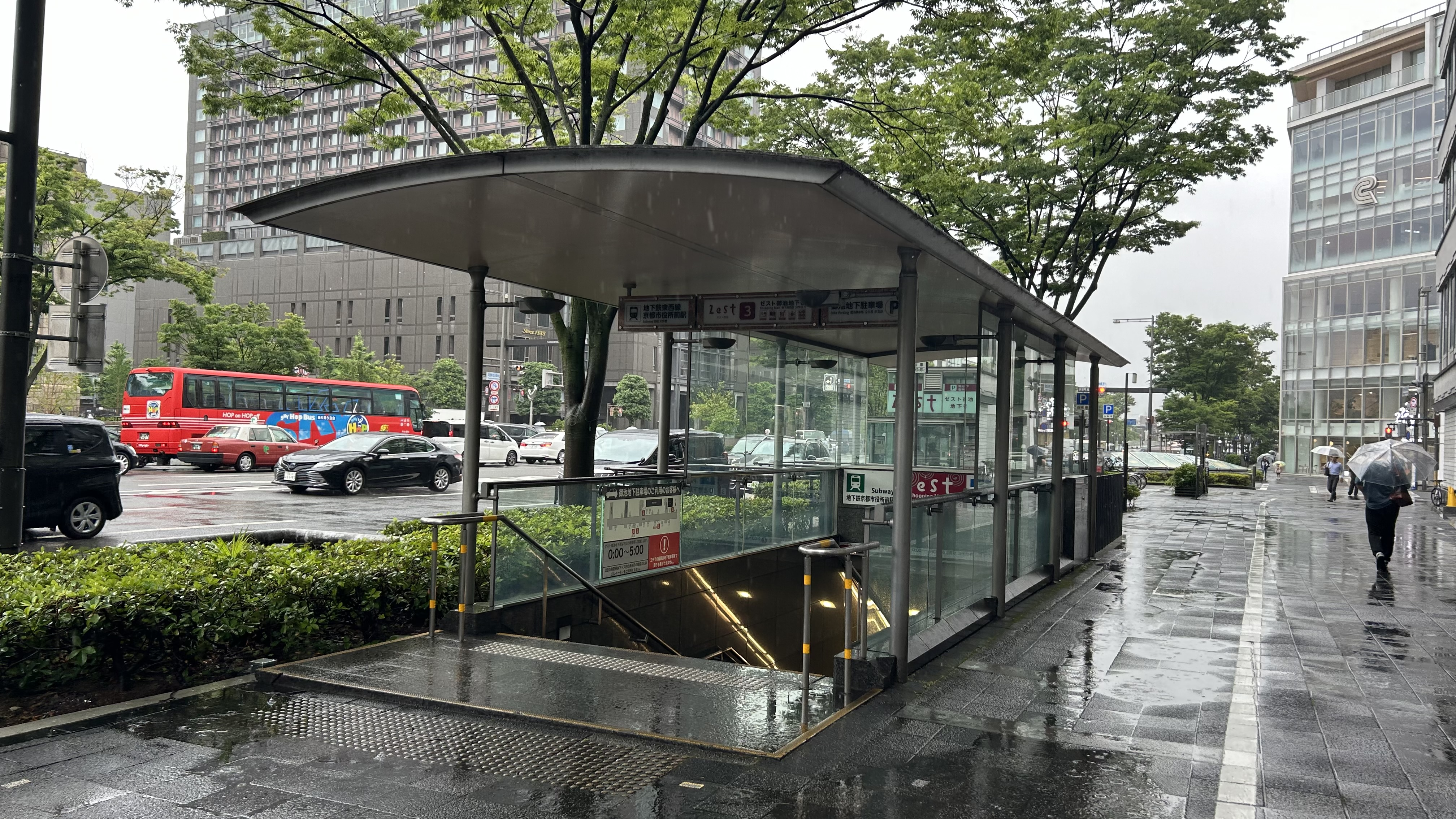
ゼスト御池内出入口

## 利用状況
2024年度の1日平均乗降人員は26,828人である。
近年の1日平均の乗降・乗車人員の推移は下記の通り。
| 年度               | 1日平均 乗降人員 | 1日平均 乗車人員 |
| ------------------ | ---------------- | ---------------- |
| 1998年（平成10年） |                  | 9,135            |
| 1999年（平成11年） | 19,017           | 9,385            |
| 2000年（平成12年） | 19,531           | 9,643            |
| 2001年（平成13年） | 20,499           | 10,101           |
| 2002年（平成14年） | 21,052           | 10,356           |
| 2003年（平成15年） | 21,291           | 10,456           |
| 2004年（平成16年） | 21,317           | 10,497           |
| 2005年（平成17年） | 21,685           | 10,500           |
| 2006年（平成18年） | 21,217           | 10,419           |
| 2007年（平成19年） | 20,941           | 10,440           |
| 2008年（平成20年） | 22,409           | 11,033           |
| 2009年（平成21年） | 22,055           | 10,752           |
| 2010年（平成22年） | 21,951           | 10,686           |
| 2011年（平成23年） | 22,088           | 10,752           |
| 2012年（平成24年） | 23,042           | 11,216           |
| 2013年（平成25年） | 23,707           | 11,541           |
| 2014年（平成26年） | 24,912           | 12,126           |
| 2015年（平成27年） | 26,282           | 12,795           |
| 2016年（平成28年） | 27,075           | 13,181           |
| 2017年（平成29年） | 28,240           | 13,748           |
| 2018年（平成30年） | 28,747           | 13,994           |
| 2019年（令和元年） | 29,452           | 14,335           |
| 2020年（令和02年） | 18,246           | 9,059            |
| 2021年（令和03年） | 19,454           | 9,674            |
| 2022年（令和04年） | 24,404           | 12,054           |
| 2023年（令和05年） | 25,691           | 12,240           |
| 2024年（令和06年） | 26,828           |                  |

## 駅周辺

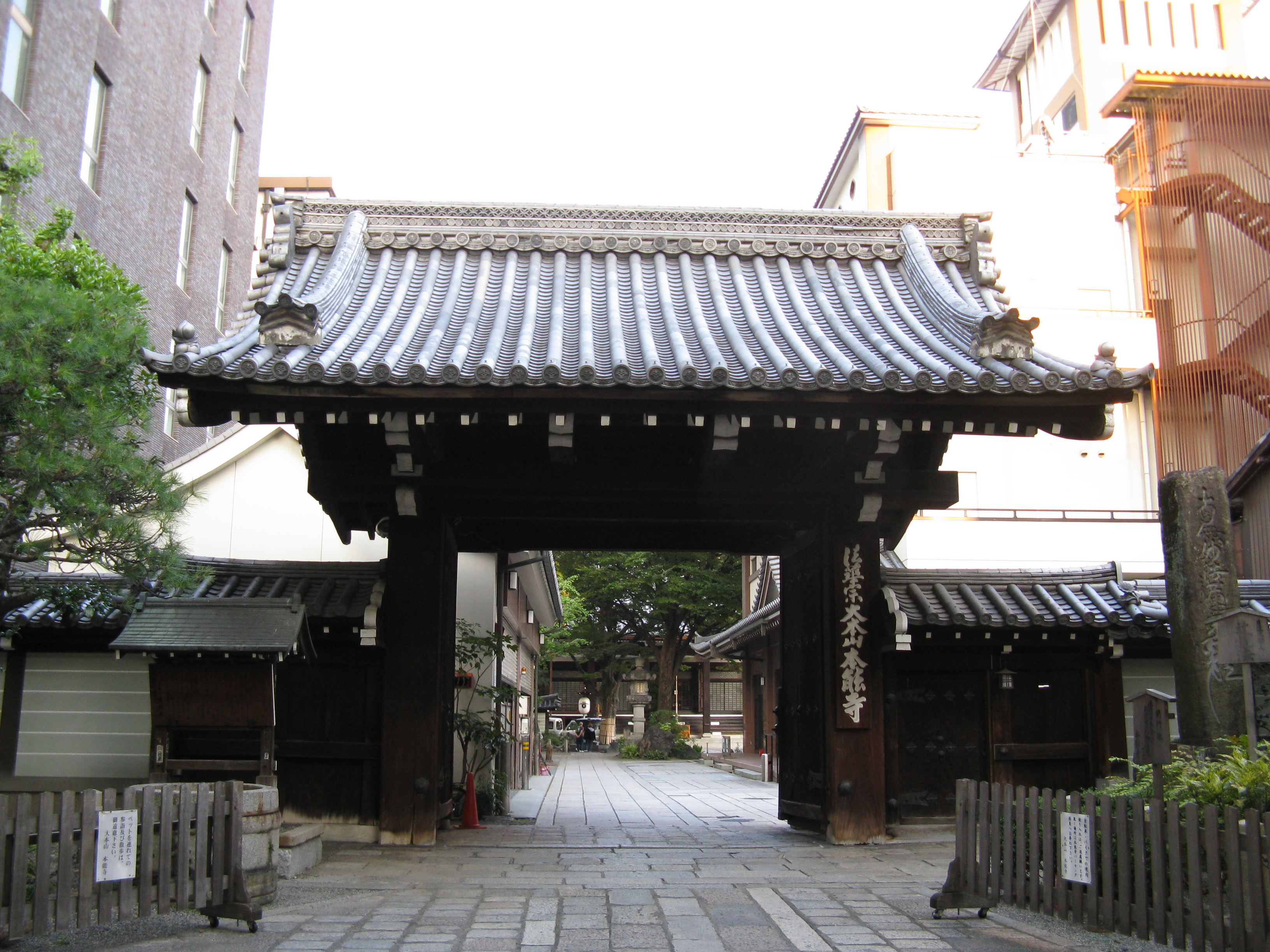
本能寺

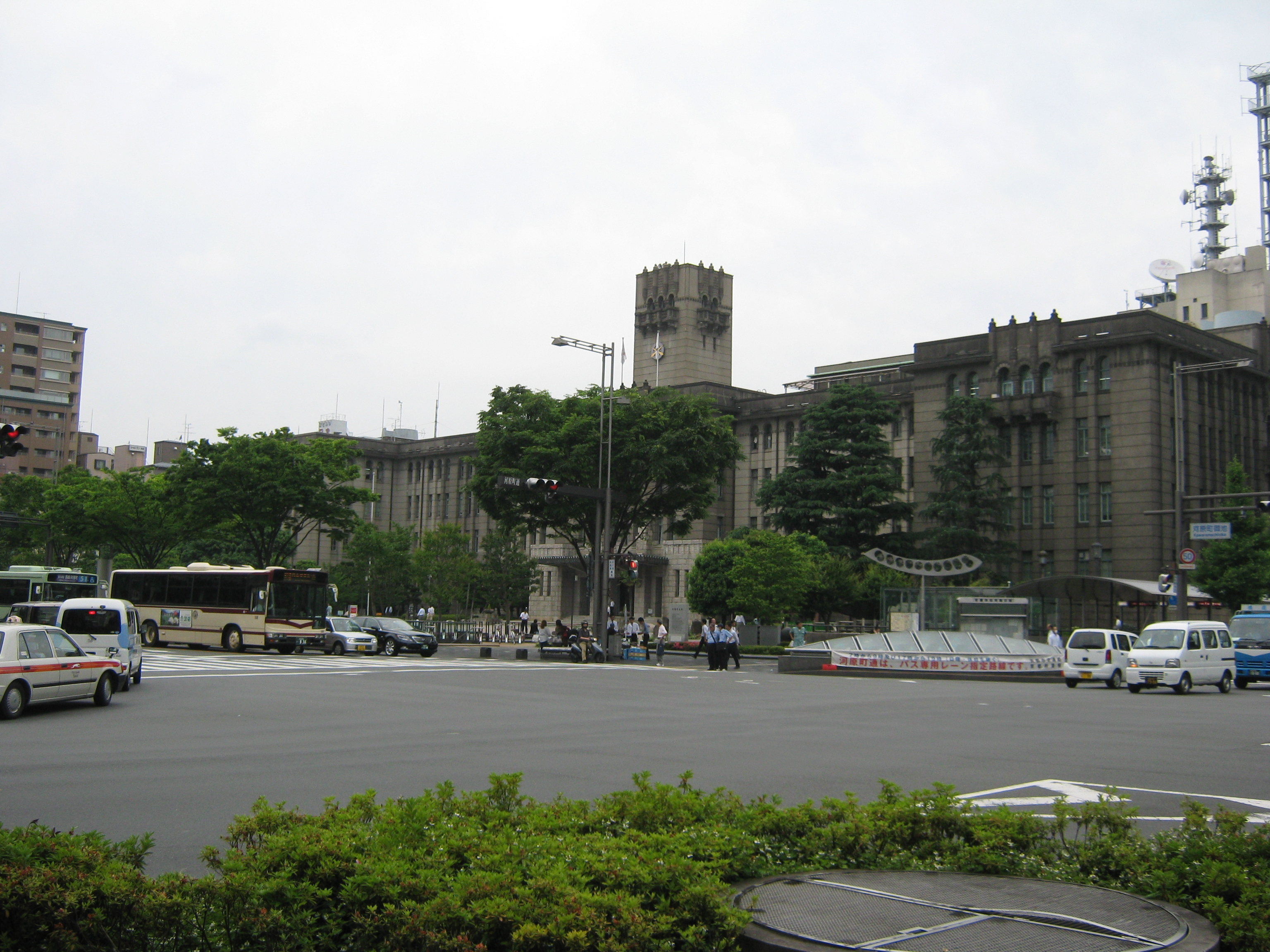
京都市役所（交差点の対角から望む）

名所・旧跡など
- 本能寺[1]
- 池田屋跡
- 島津創業記念資料館
- 高瀬川

行政・公共施設
- 京都市役所[20][21]
- 京都市消防局
- 京都市御池地下駐車場

主な商業・宿泊施設
- ゼスト御池[22][23] - 駅の階上にある地下街。2021年に京都市役所（本庁舎）の改修が完了した際に、ゼスト御池内を通過する連絡通路が設置されている（平日のみ通行可能）[20][21]。
- 寺町通商店街
- 京都ホテルオークラ[1] - ゼスト御池と直結している。
- 京都ロイヤルホテル
- ザ・リッツ・カールトン京都
- リバースイート京都鴨川迎賓館

金融機関など
- 日本銀行京都支店
- 京都ゼスト御池郵便局
- 京都三条御幸町郵便局
- 京都御池柳馬場郵便局

## バス路線
空港連絡バスを除く一般的な路線バスの最寄りのバス停は、京都市役所前および河原町御池である。京都市営バス（市バス）・京都バス・京阪バスにより運行され、以下の路線が乗り入れている。
市バスについては地下鉄東西線開業時にバス停名が駅にあわせたものに変更され、京都バスについても2017年3月18日より市バスに合わせる形で改称された。
南方にある河原町三条バス停も市バスと地下鉄との連絡停留所扱いとなっており、経由するバスの本数が比較的多い。
京都市役所前（市バス・京都バス・京阪バス）
- Aのりば
  - 市バス
    - 3系統：四条河原町 京都外大・松尾橋行
    - 4・17系統：河原町通 京都駅行
    - 10・37・59系統：四条河原町・三条京阪行
    - 32系統：四条河原町・西京極 京都外大前行
    - 205系統：河原町通 京都駅・九条車庫行

  - 京都バス
    - 21・41系統：四条河原町・三条京阪行

- Bのりば
  - 市バス
    - 5系統：平安神宮・岡崎公園 銀閣寺・岩倉行

  - 京都バス
    - 系統なし：京大病院・出町柳駅行（土曜日のみ運行・快速運転）

- Cのりば
  - 市バス
    - 15・51系統：四条河原町・三条京阪行

  - 京都バス
    - 62・63・65・66系統：四条河原町・三条京阪行

  - 京阪バス
    - 93・95号経路：河原町五条・川田・西野山団地経由 醍醐バスターミナル行

- Dのりば
  - 市バス
    - 15系統：円町 立命館大学前行
    - 51系統：北野天満宮 立命館大学前行

  - 京都バス
    - 62系統：二条駅・映画村 嵐山・清滝行
    - 63系統：二条駅・映画村 嵐山・苔寺・すず虫寺行
    - 65系統：二条駅・映画村 有栖川行
    - 66系統：二条駅・映画村 阪急嵐山駅行

- Eのりば
  - 市バス
    - 3系統：百万遍経由 北白川仕伏町／上終町京都造形芸大前 行
    - 4系統：河原町通 深泥池・上賀茂神社行
    - 10系統：北野天満宮経由  御室・山越行
    - 17系統：河原町通 銀閣寺・錦林車庫行
    - 32系統：平安神宮 銀閣寺行
    - 37系統：北大路バスターミナル 西賀茂車庫前行
    - 59系統：金閣寺 竜安寺・山越行
    - 205系統：河原町通 北大路バスターミナル方面

  - 京都バス
    - 23系統：河原町通・出町柳駅経由 岩倉実相院行
    - 43系統：河原町通・出町柳駅経由 岩倉村松行
    - 系統なし：川端丸太町・出町柳駅経由 高野車庫行

京都市役所前（京阪バス・関西空港交通）
- 関西空港行

河原町御池（京都バス）
- 21・41・62・63・65・66・67系統：四条河原町・三条京阪行

河原町御池（ケイルック）
- hoopバス：京大病院前行／四条烏丸経由 京都駅八条口行

京都ホテルオークラ（大阪空港交通）
- 大阪空港行

## 隣の駅
京都市営地下鉄
 東西線
三条京阪駅 (T11) - 京都市役所前駅 (T12) - 烏丸御池駅 (T13)
- 括弧内は駅番号を示す。